# Ana Paukerová
Ana Paukerová, rozená Hana Rabinsohnová (rumunsky Ana Pauker, 13. února 1893 – 3. června 1960) byla rumunská komunistická politička židovského původu. Byla světově první místopředsedkyní vlády a první ministryní zahraničí a jednou z mála komunistek ze stalinské éry, která dosáhla vysokých pozic. V září 1948 se její fotografie objevila na obálce časopisu Time. V letech 1947–1952 byla vůdkyní „moskevské frakce“ rumunské komunistické strany, místopředsedkyní vlády a rumunskou ministryní zahraničí. V roce 1952 ji Gheorghe Gheorghiu-Dej odvolal z funkce a vyloučil ze strany. Ona, Vasile Luca a Teohari Georgescu byli obviněni z toho, že byli součástí „protistranické skupiny“. Ve vězení byli mučeni, ale připravovaný monstrproces s antisemitským podtónem, podobný procesu se Slánským v Praze, se nakonec neuskutečnil kvůli Stalinově smrti. Po propuštění z vězení Paukerová pracovala jako překladatelka.